# ナラーティワートラーチャナカリン大学
ナラーティワートラーチャナカリン大学（タイ語：มหาวิทยาลัยนราธิวาสราชนครินทร์、英語：Princess of Naradhiwas University、略称：PNU）は、2005年に設立されたタイ王国南部の公立大学である。

## 概要
ナラーティワート県にあった教育機関を統合し、2005年に本学を開学した。

## 沿革
- 1962年 看護学部の前身となるナラティワート看護助手学校がナラティワート病院に設立。
- 1980年6月 「ナラティワート看護助手学校」が「ナラティワート看護大学」へ改組。
- 1994年 ボロムラチョナニ看護大学
- 2003年7月 ナラーティワート県に大学設立を政府が承認。
- 2005年2月 ナラーティワートラーチャナカリン大学を設立。
- 2006年11月 科学技術部を開設。
- 2010年10月 経営学部を開設。

## 学部
- 農学部
- 工学部
- 教養学部
- 経営学部
- 医学部
  - Galyanivadhanakarun Hospital
  - Songkhla Hospital
  - Naradhiwas Rajanagarindra Hospital
- 看護学部
- 科学技術部
- アラブイスラム研究所

### 大学院
- 看護学研究科

## 対外関係
- 昆明大学
- アル＝アズハル大学
- Alexandria University
- Universiti Utara Malaysia
- University of Baguio

部局間学術交流協定
- 医学部とイリノイ大学シカゴ校 医学部